# 14-й гвардейский истребительный авиационный полк
14-й гвардейский истребительный авиационный Ленинградский Краснознамённый, ордена Суворова полк имени А. А. Жданова (14 гв. иап) — именная гвардейская воинская часть ВВС РККА, принимавшая участие в боевых действиях Великой Отечественной войны, в последующем вошедшая в боевой состав Вооружённых Сил Российской Федерации. В настоящее время полк базируется на аэродроме Курск Восточный.

## Наименования полка
За весь период своего существования полк несколько раз менял своё наименование:
- 7-й истребительный авиационный полк;
- 7-й истребительный авиационный Краснознамённый полк;
- 14-й гвардейский истребительный авиационный Краснознамённый полк;
- 14-й гвардейский истребительный авиационный Ленинградский Краснознамённый полк имени А. А. Жданова (с 4 мая 1943 года, приказом Народного комиссара обороны Союза ССР);
- 14-й гвардейский истребительный авиационный Ленинградский Краснознамённый ордена Суворова полк имени А. А. Жданова;
- Войсковая часть (Полевая почта) № 55711.

## Создание полка
14-й гвардейский истребительный авиационный Краснознамённый полк образован 7 марта 1942 года путём преобразования из 7-го истребительного авиационного Краснознамённого полка на основании приказа НКО СССР получившего за мужество и героизм личного состава почётное звание «Гвардейский» и новый номер сил. Торжественное вручение личному составу полка нагрудных знаков «Гвардия» состоялось 15 октября 1942 года. 6 декабря 1942 года 14 гв.иап был переведён в состав 273-й истребительной авиационной дивизии. 3 января 1943 года авиаполк получил приказ о перебазировании на аэродром Капитолово Ленинградского фронта. 20 марта 1943 года формирование вновь вошло в состав 275-й истребительной авиационной дивизии (275 иад), в составе данной авиадивизии полк оставался до 1957 года.

## Преобразование полка
- В 2009 году в связи с проводимой реформой Вооружённых Сил Российской Федерации полк был переформирован в 6963-ю авиационную базу с перевооружением на самолёты МиГ-29СМТ.
- В 2014 году полку вернули прежнее наименование 14-й гвардейский истребительный авиационный Ленинградский Краснознамённый ордена Суворова полк имени А. А. Жданова и вручили боевое знамя нового образца.
- 3 июня 2017 года в состав авиаполка поступили первые истребители Су-30СМ (бортовые номера 71, 72), осуществив перелёт с заводского аэродрома в Иркутске. К декабрю 2017 года в составе полка уже эскадрилья (12 самолётов) истребителей Су-30СМ. По состоянию на январь 2018 года истребители МиГ-29СМТ и Су-30СМ эксплуатируются в полку совместно. На декабрь 2018 года полк полностью перевооружён на Су-30СМ.[3]

## В действующей армии
В составе действующей армии:

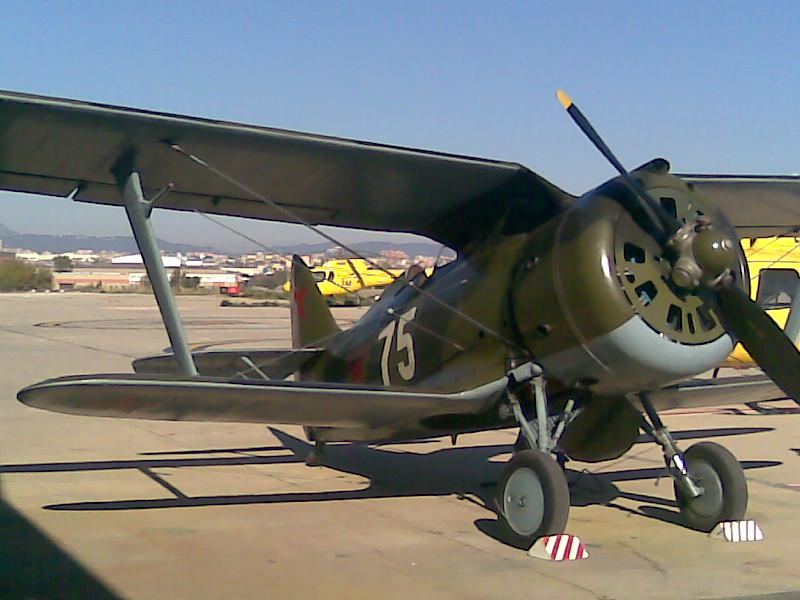
Самолёт И-153

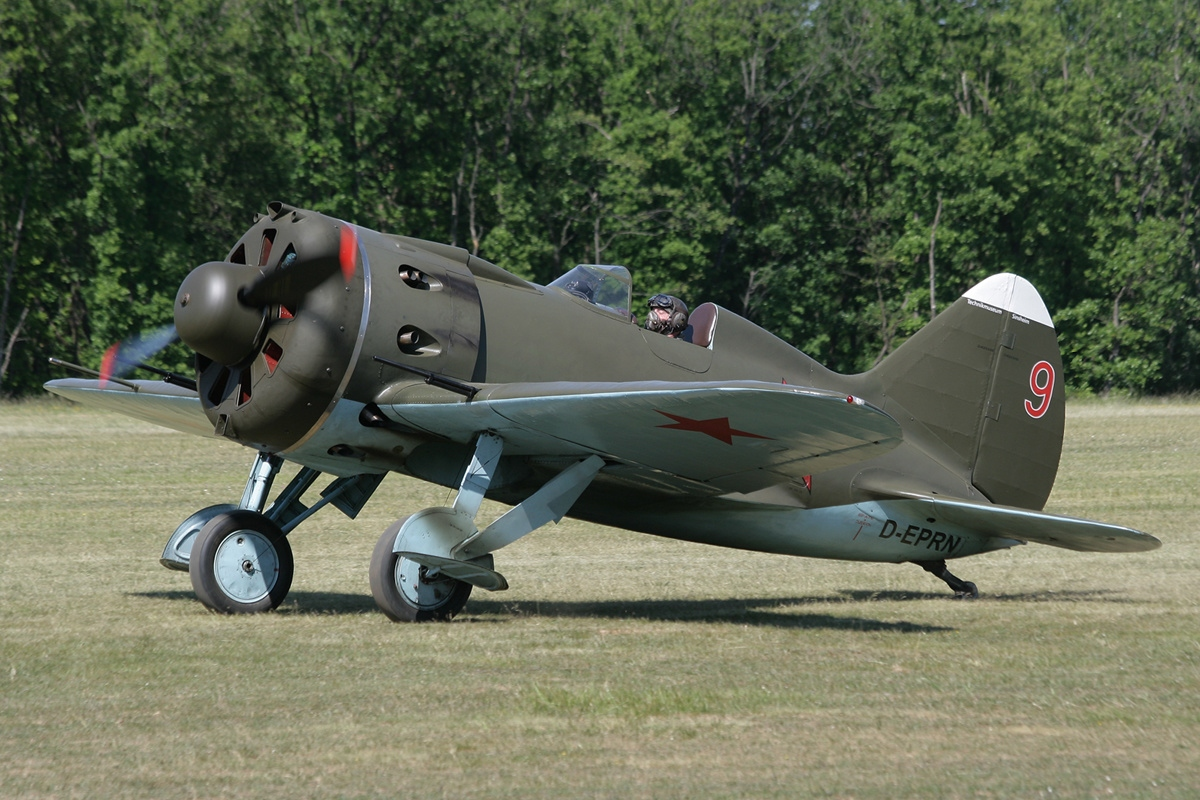
Самолёт И-16

- с 7 марта 1942 года по 9 мая 1945 года, всего — 1159 дней.

## Командиры полка
- майор Туренко Евгений Георгиевич, 03.1939 — 20.06.1940
- капитан, майор Синев Алексей Николаевич, 20.06.1940 — 24.06.1941
- майор, подполковник Галицын Георгий Михайлович, 24.06.1941 — 18.10.43
- гвардии майор, гвардии подполковник Свитенко Николай Иванович, 27.10.1943 — 31.12.1945
- гвардии полковник Пронин Владимир Викторович, 1986

## Навечно зачислен
- Гвардии младший лейтенант Никитенко Владимир Степанович, за героизм и боевые заслуги, приказом Командующего войсками Ленинградского фронта, от 15 декабря 1943 года, навечно зачислен в списки личного состава 14-го гвардейского Ленинградского Краснознамённого истребительного авиационного полка.

## В составе соединений и объединений

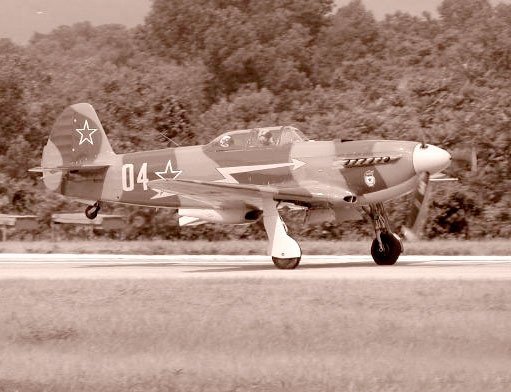
Як-9

| Период        | Фронт (округ)            | Армия                | Дивизия                                  | примечание                                                                                 |
| ------------- | ------------------------ | -------------------- | ---------------------------------------- | ------------------------------------------------------------------------------------------ |
| 07.03.1942 г. | Ленинградский фронт      | ВВС 23-й армии       |                                          | Полк преобразован в гвардейский                                                            |
| 12.05.1942 г. | Ленинградский фронт      |                      | Учебно-тренировочный центр               | г. Череповец Вологодской области, переучивание на Як-1                                     |
| 30.08.1942 г. | Ленинградский фронт      | ВВС 23-й армии       |                                          | в составе 1-й аэ на Як-1                                                                   |
| 10.11.1942 г. | Ленинградский фронт      | 13-я воздушная армия | 273-я истребительная авиационная дивизия | в составе 1-й аэ на Як-1                                                                   |
| 10.02.1943 г. | Ленинградский фронт      | 13-я воздушная армия | 273-я истребительная авиационная дивизия | всем составом полка на Як-1                                                                |
| 01.03.1943 г. | Ленинградский фронт      | 13-я воздушная армия | 275-я истребительная авиационная дивизия |                                                                                            |
| 21.12.1943 г. | Московский военный округ |                      |                                          | получение новых Як-9 на заводе в г. Химки                                                  |
| 14.01.1944 г. | Ленинградский фронт      | 13-я воздушная армия | 275-я истребительная авиационная дивизия | Як-9                                                                                       |
| 05.08.1944 г. | Ленинградский фронт      | 13-я воздушная армия | 275-я истребительная авиационная дивизия | в составе 1 аэ на Як-9, две других аэ перебазировались в Гатчину для переучивания на Як-9У |
| 18.08.1944 г. | Ленинградский фронт      | 13-я воздушная армия | 275-я истребительная авиационная дивизия | в полном составе на Як-9У                                                                  |
| 01.11.1944 г. | Ленинградский фронт      | 13-я воздушная армия | 275-я истребительная авиационная дивизия | боевой работы не вёл, занимался по плану учебно-боевой подготовки                          |
| 07.01.1945 г. | Ленинградский фронт      | 13-я воздушная армия | 275-я истребительная авиационная дивизия | Хаапсалу (аэродром), Эстонская ССР                                                         |
| 09.05.1945 г. | Ленинградский фронт      | 13-я воздушная армия | 275-я истребительная авиационная дивизия | Хаапсалу, Эстонская ССР                                                                    |

## Почётные наименования
- За показанные образцы мужества и геройства в борьбе против фашистских захватчиков и в целях дальнейшего закрепления памяти о героических подвигах сталинских соколов 4 мая 1943 года приказом НКО СССР 14-му гвардейскому истребительному авиационному Краснознамённому полку присвоено почётное наименование «Ленинградский имени А. А. Жданова»[5].
- За массовый героизм и отвагу, стойкость и мужество, проявленные личным составом полка в боевых действиях по защите Отечества и государственных интересов 18 августа 2023 года полку присвоено почётное наименование «гвардейский»[6].

## Награды
- 14-й гвардейский истребительный авиационный Ленинградский Краснознамённый полк имени А. А. Жданова 16 декабря 1944 года за образцовое выполнение боевых заданий командования в боях с немецкими захватчиками, за овладение островом Сарема (Эзель) и проявленные при этом доблесть и мужество указом Президиума Верховного Совета СССР награждён орденом Суворова III степени[7]

## Отличившиеся воины полка
- Туренко Евгений Георгиевич, командир 7-го истребительного авиационного полка 59-й истребительной авиационной бригады 7-й Армии Северо-западного фронта. Указом Президиума Верховного Совета СССР 21 марта 1940 года удостоен звания Герой Советского Союза. «Золотая Звезда» № 271
- Антонов Николай Дмитриевич, военный комиссар 7-го истребительного авиационного полка 59-й истребительной авиационной бригады 7-й Армии Северо-западного фронта, батальонный комиссар. Указом Президиума Верховного Совета СССР 21 марта 1940 года удостоен звания Герой Советского Союза. «Золотая Звезда» № 261
- Курочкин Владимир Михайлович, командир звена 7-го истребительного авиационного полка 59-й истребительной авиационной бригады 7-й Армии Северо-западного фронта. Указом Президиума Верховного Совета СССР 21 марта 1940 года удостоен звания Герой Советского Союза. «Золотая Звезда» № 258
- Свитенко Николай Иванович, командир эскадрильи 7-го истребительного авиационного полка 5-й смешанной авиационной дивизии 23-й армии Ленинградского фронта, капитан. Указом Президиума Верховного Совета СССР 10 февраля 1943 года удостоен звания Герой Советского Союза. «Золотая Звезда» № 883
- Шинкаренко Фёдор Иванович, командир авиаэскадрильи 7-го истребительного авиационного полка 7-го истребительного авиационного полка 59-й истребительной авиационной бригады 7-й Армии Северо-западного фронта. Указом Президиума Верховного Совета СССР 7 апреля 1940 года удостоен звания Герой Советского Союза. «Золотая Звезда» № 291
- Семёнов Алекса́ндр Фёдорович, заместитель командира эскадрильи 7-го истребительного авиационного полка 59-й истребительной авиационной бригады 7-й Армии Северо-западного фронта. Указом Президиума Верховного Совета СССР 21 марта 1940 года удостоен звания Герой Советского Союза. «Золотая Звезда» № 281
- Ларионов Георгий Петрович, командир эскадрилии 7-го истребительного авиационного полка, капитан. Указом Президиума Верховного Совета СССР 21 марта 1940 года удостоен звания Герой Советского Союза. «Золотая Звезда» № 288
- Зеленов Николай Андрианович, лётчик 14-го гвардейского истребительного авиационного полка, старший лейтенант. Указом Президиума Верховного Совета СССР 10 февраля 1942 года удостоен звания Герой Советского Союза. «Золотая Звезда» № 802
- Никитин Алексей Иванович, лётчик 7-го истребительного авиационного полка 59-й истребительной авиационной бригады 7-й Армии Северо-западного фронта. Указом Президиума Верховного Совета СССР 10 февраля 1943 года удостоен звания Герой Советского Союза. «Золотая Звезда» № 922
- Гейбо, Иосиф Иванович, капитан, командир эскадрильи 7-го истребительного авиационного полка 59-й истребительной авиационной бригады 7-й Армии Северо-западного фронта, будучи командиром дивизии. Указом Президиума Верховного Совета СССР 28 апреля 1945 года удостоен звания Герой Советского Союза. «Золотая Звезда» № 4927
- Медведев Дмитрий Александрович, командир звена эскадрильи Гейбо И. И., будучи командиром 486-го истребительного полка. Указом Президиума Верховного Совета СССР 15 мая 1946 года удостоен звания Герой Советского Союза. «Золотая Звезда» № 7522
- Лошаков Николай Кузьмич, лётчик полка, был сбит в воздушном бою и попав в плен, подобно М. Девятаеву, сумел бежать на немецком самолёте.

## Известные люди служившие в полку
- Бобровский Альберт Иванович — советский военачальник, генерал-лейтенант, заслуженный военный лётчик СССР, кандидат военных наук, кавалер ордена «За службу Родине в Вооружённых Силах СССР» 3-х степеней. С 1952 года по 1957 год проходил службу в должности лётчика, старшего лётчика, командира звена.
- Горяинов Алексей Семёнович — советский военачальник, заместитель Главнокомандующего ВВС СССР по ВУЗам, заслуженный военный лётчик Российской Федерации, кавалер орденов «За службу Родине в Вооружённых Силах СССР» 2-й и 3-й степеней, генерал-полковник авиации. Проходил службу в полку с 1960 по 1963 годы в должностях командира звена и заместителя командира эскадрильи.

## Статистика боевых действий
Всего за годы Великой Отечественной войны полком:
| Выполнено боевых вылетов | Сбито самолётов в воздухе | Уничтожено самолётов всего |
| ------------------------ | ------------------------- | -------------------------- |
| 12976                    | 325                       | 371                        |

Свои потери:
| Потеряно самолётов, всего | Погибло лётчиков всего | Погибло лётчиков в воздушных боях | Не вернулись с боевого задания | Сбито зенитной артиллерией |
| ------------------------- | ---------------------- | --------------------------------- | ------------------------------ | -------------------------- |
| 169                       | 91                     | 47                                | 20                             | 11                         |

## Послевоенная история полка
| Период        | Объединение                 | армия                                             | дивизия                                             | примечание                                                 |
| ------------- | --------------------------- | ------------------------------------------------- | --------------------------------------------------- | ---------------------------------------------------------- |
| 09.05.1945 г. | Ленинградский фронт         | 13-я воздушная армия                              | 275-я истребительная авиационная дивизия            | Хаапсалу (аэродром), Эстонская ССР                         |
| 1951 г.       |                             |                                                   | 275-я истребительная авиационная дивизия            | переучивание на МиГ-15, Хаапсалу (аэродром), Эстонская ССР |
| 05.1953 г.    | Ленинградский военный округ | 76-я воздушная армия                              | 275-я истребительная авиационная дивизия            | переучивание на МиГ-17, Хаапсалу (аэродром), Эстонская ССР |
| 01.02.1956 г. | Прибалтийский военный округ | 30-я воздушная армия                              | 275-я истребительная авиационная дивизия            | Хаапсалу (аэродром), Эстонская ССР                         |
| 15.08.1957 г. | Южная группа войск          | 36-я воздушная армия                              | 275-я истребительная авиационная дивизия            | Венгрия                                                    |
| 1959 г.       | Южная группа войск          | 36-я воздушная армия                              | 275-я истребительная авиационная дивизия            | Венгрия, переучивание на МиГ-21                            |
| 01.07.1960 г. | Южная группа войск          | 36-я воздушная армия                              | 11-я гвардейская истребительная авиационная дивизия | Венгрия                                                    |
| 05.1979 г.    | Южная группа войск          | 36-я воздушная армия                              | 11-я гвардейская истребительная авиационная дивизия | переучивание на МиГ-23                                     |
| 08.1986 г.    | Южная группа войск          | 36-я воздушная армия                              | 11-я гвардейская истребительная авиационная дивизия | переучивание на МиГ-29                                     |
| 22.04.1991 г. |                             |                                                   |                                                     | аэр. Жердевка Тамбовской области                           |
| 1999 г.       |                             |                                                   |                                                     | аэр. Халино, Курск                                         |
| 2009 г.       |                             |                                                   |                                                     | переформирован в авиабазу, МиГ-29СМТ                       |
| 2014 г.       | Западный военный округ      | 1-е командование ВВС и ПВО                        | 105-я смешанная авиационная дивизия                 | МиГ-29СМТ                                                  |
| 01.08.2015 г. | Западный военный округ      | 6-я Ленинградская Краснознамённая армия ВВС и ПВО | 105-я смешанная авиационная дивизия                 | МиГ-29СМТ                                                  |
| 28.12.2018 г. | Западный военный округ      | 6-я Ленинградская Краснознамённая армия ВВС и ПВО | 105-я смешанная авиационная дивизия                 | Су-30СМ                                                    |

## Самолёты на вооружении
| Период      | Самолёты                     |
| ----------- | ---------------------------- |
| 1938 — 1939 | И-16, И-15 бис               |
| 1939 — 1940 | И-16, И-15 бис, И-153        |
| 1940 — 1941 | И-16, И-15 бис, И-153, МиГ-3 |
| 1942 — 1944 | Як-1                         |
| 1944 — 1951 | Як-9, Як-9У                  |
| 1951 — 1953 | МиГ-15                       |
| 1953 — 1959 | МиГ-17                       |
| 1959 — 1979 | МиГ-21                       |
| 1979 — 1986 | МиГ-23                       |
| 1986 — 2009 | МиГ-29                       |
| 2017        | МиГ-29СМТ, Су-30СМ           |
| 2019        | Су-30СМ                      |

## Разное

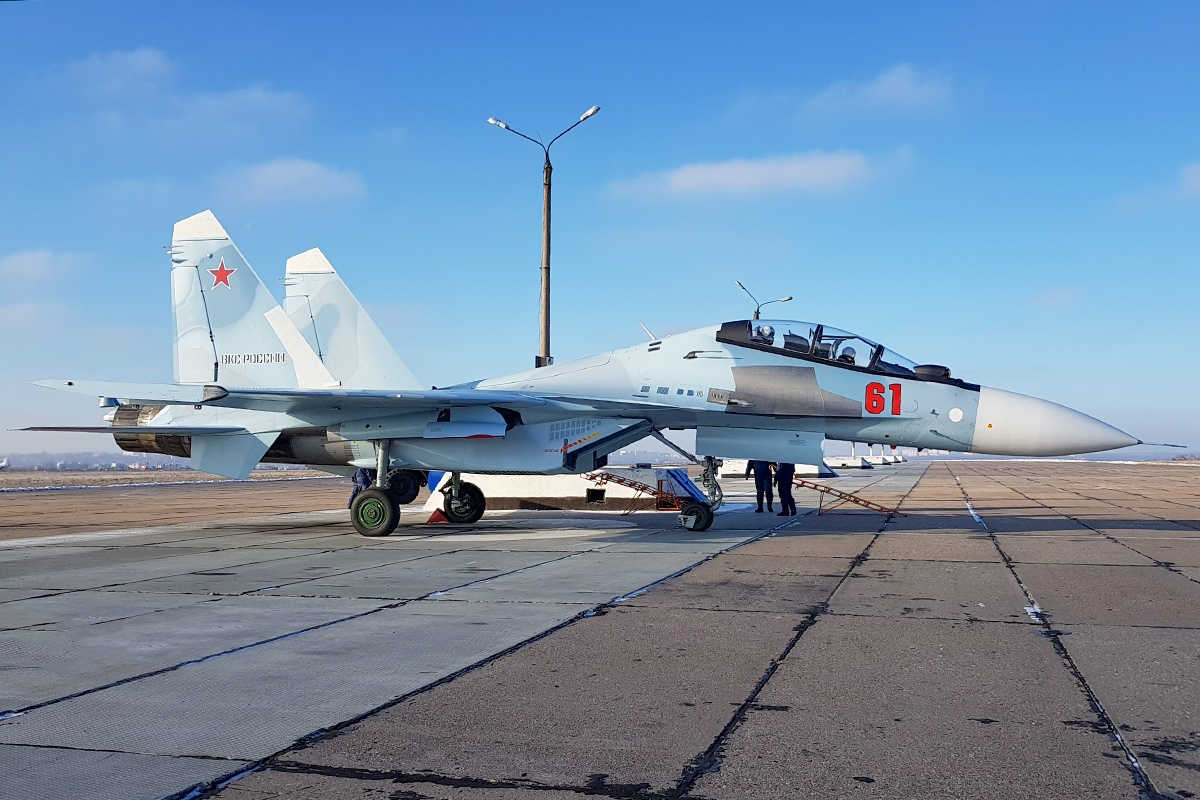
Су-30СМ 14-го гвардейского истребительного авиационного полка (14 гв. иап) 105-й смешанной авиационной дивизии (105 сад) переданный 30 ноября 2018 года.

Лётчики полка в 2014 году стали призёрами конкурса «Авиадартс-2014» в номинации «истребительная авиация».